# Lutjanus synagris
La biajaiba o pargo biajaiba (Lutjanus synagris) es una especie de peces de la familia Lutjanidae en el orden de los Perciformes.
Otros nombres vernáculos: bermejuelo (Rep. Dominicana), chino o pargo chino (Colombia), guanapo o pargo guanapo (Venezuela), manchego o mancheva (Cuba y Puerto Rico), pargo rayado (Colombia), rayado o arrayado (Cuba y Puerto Rico), villajaiba (México).

## Morfología
Los machos pueden llegar alcanzar los 60 cm de longitud total y 3530 g de peso.

## Alimentación
Come, de noche, pescados pequeños, cangrejos, gambas, gusanos, gasterópodos y cefalópodos.

## Hábitat
Es un pez de mar de clima tropical y asociado a los  arrecifes de coral que vive entre 10-400 m de profundidad.

## Distribución geográfica
Se encuentra desde Bermuda y Carolina del Norte (Estados Unidos) incluyendo el Golfo de México y el Mar Caribe.